# Aeroportul Internațional Shenyang Taoxian
Aeroportul Internațional Shenyang Taoxian (IATA: SHE, ICAO: ZYTX) este un aeroport din Hunnan District⁠(d), Shenyang, Liaoning, Republica Populară Chineză ce deservește zona Shenyang. Aeroportul a fost tranzitat în 2022 de 9.387.281 de pasageri. A fost numit după zona deservită.
Situat la o altitudine de 60 m, aeroportul dispune de o singură pistă.